# Erhard Kutschenreuter

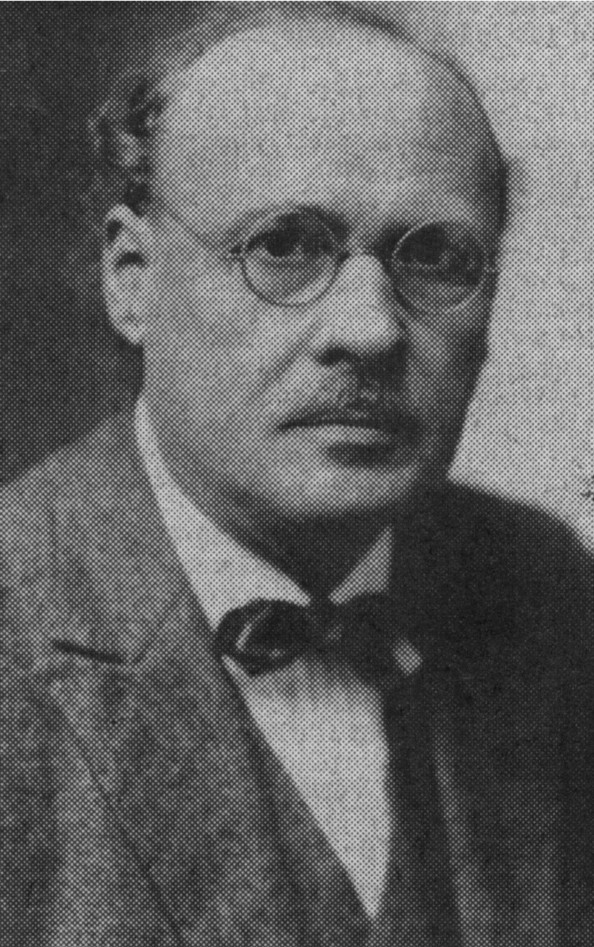
Erhard Kutschenreuter (um 1923)

Erhard Kutschenreuter (* 18. Juni 1873 in Schalding rechts der Donau, heute Stadtteil von Passau; † 6. Mai 1946 in Landshut) war ein deutscher Volksschullehrer, Komponist und Heimatforscher.

## Leben
Erhard Kutschenreuter wurde am 18. Juni 1873 als neuntes Kind des Bahnmeisters Christian Kutschenreuter und seiner Ehefrau Anna (geb. Bill) in Passau-Schalding r. d. Donau geboren. Als er neun Jahre alt war, starb sein Vater, daraufhin wurde sein Onkel, der Lehrer und Chorregent Josef Bill, zum Vormund bestellt und kümmerte sich um die weitere schulische und musikalische Ausbildung seines Mündels. Nach dem Besuch der Realschule und der Präparandenschule in Passau absolvierte Kutschenreuter die Lehrerbildungsanstalt in Straubing. Er war dann zunächst Schulpraktikant bei seinem Onkel an der Volksschule von St. Nikola bei Passau. Doch überwarf er sich bald mit seinem Vormund und wurde deshalb am 1. Dezember 1891 Hilfslehrer in Niederhöcking. Weitere Stationen waren Zenting, Pankofen, Sankt Englmar, Rainding (heute Ortsteil der Gemeinde Haarbach) und schließlich Rudelzhausen in der Hallertau, wo er zum 1. Dezember 1899 zum Schulverweser bestellt wurde. Am 30. Oktober 1900 heiratete er die Bauerstochter Theres Maier und am 10. September 1901 kam seine Tochter Theres zur Welt. Zu dieser Zeit veröffentlichte er im Eigenverlag seine ersten gedruckten Vier neueste Salonmärsche für Klavier.
Am 16. November 1902 wurde er als Lehrer nach Neuschönau im Bayerischen Wald versetzt, wo am 15. Februar 1903 sein erster Sohn Franz Xaver zur Welt kam. Aus Freude darüber komponierte er noch am selben Tag einen Marsch, zu dem einige Monate später der junge Revierförster Max Mang (1871–1954) den Text verfasste. So war der Waldlermarsch entstanden, der Kutschenreuters populärster Marsch wurde und der auch später in seinem erfolgreichsten Singspiel Der Holledauer Fidel seinen Platz fand.
Zum 1. Februar 1904 wurde er als Lehrer nach Oberiglbach – heute Ortsteil des Marktes Ortenburg – versetzt. Am 4. Dezember 1907 wurde im Stadttheater Passau seine erste Operette Der Hauptmann von Köpenick uraufgeführt, zu dem der Benefiziat Sebastian Wieser (1879–1937) den Text schrieb. Der Librettist hatte dabei jenen bekannten und vielbelachten Schildbürgerstreich verarbeitet, der sich 1906 tatsächlich zugetragen hatte und dem Carl Zuckmayer Jahre später, nämlich 1931, in seinem gleichnamigen Theaterstück ein bleibendes Denkmal gesetzt hat. Eine weitere Operette Der Fremdling (Text: Heinrich Schießleder) wurde am 17. März 1910 im Wieninger-Saal in Vilshofen an der Donau vom „Operetten und Novitäten Ensemble Julie Hillebrand und Josef Kappl“ aus Wien unter Kutschenreuters musikalischer Leitung uraufgeführt.
Am 1. Dezember 1910 wurde er nach Geratskirchen versetzt, am 10. Dezember desselben Jahres kam dort sein zweiter Sohn Erhard zur Welt. Schließlich wurde Kutschenreuter am 1. März 1913 als Lehrer nach Neukirchen bei Arnstorf versetzt. Am 8. Juli 1917 starb seine erste Frau; ein knappes Jahr später, am 30. April 1918, heiratete er die Lehrerstochter Berta Hoppichler. Am 1. April 1920 wurde er zum Hauptlehrer befördert.
Am 14. April 1920 wurde im Stadttheater Passau sein bekanntestes Singspiel Der Holledauer Fidel mit großem Erfolg uraufgeführt. Ursprünglich verfasste der Komponist den Text selbst, für die Uraufführung ließ er ihn jedoch von dem Passauer Finanzbeamten und Heimatdichter Franz Josef Scherrer (1890–1946) umarbeiten. Diese volkstümliche Operette fand rasche Verbreitung in ganz Niederbayern und weit darüber hinaus. Bereits 1938 kam es zur 3000. Aufführung in der Passauer Nibelungenhalle, die Kutschenreuter selbst dirigierte. Der Holledauer Fidel wird vielerorts auch heute noch gespielt und wurde schon in Österreich, Italien, Spanien, in der Schweiz und von deutschen Einwanderern auf der Insel Sumatra aufgeführt.
Am 1. Mai 1920 wurde er nach Dietersburg versetzt. Er schuf dort erstmals ein Kindersingspiel Ein Frühlingsmärchen zum Text des Sparkassenbeamten Richard Meisl (1897–1974). Am 23. Juli 1922 wurde es in Dietersburg erstmals aufgeführt. Eine weitere Operette, die auch heute noch öfters gespielt wird, ist Die Donauliesl die am 26. Mai 1923 im Konzert-Saal von Vilshofen zur erfolgreichen Uraufführung kam. Das Libretto hatte, wie schon beim Holledauer Fidel, Franz Josef Scherrer verfasst. Zum Libretto von Josef Bauer (1880–1954), Ökonom und von 1908 bis 1918 Reichstagsabgeordneter, schrieb Kutschenreuter das Singspiel Der Schwur des Kreuzhofbauern, das am 13. April 1924 in Dietersburg uraufgeführt wurde.
Am 16. November 1924 wurde er nach Rattenbach – heute Ortsteil der Gemeinde Rimbach – versetzt und am 1. März 1927 aus gesundheitlichen Gründen frühzeitig pensioniert. Kutschenreuter übersiedelte daraufhin nach Velden, wo er als Musiklehrer und freischaffender Komponist lebte. Anlässlich der Stadterhebung von Vilsbiburg schrieb er die Musik zum Festspiel Vilsbiburg, dessen Text der Benediktinermönch und Studienprofessor P. Bonifaz Rauch (1873–1949) vom Kloster Metten schrieb. Die Uraufführung war am 22. September 1929 in Vilsbiburg.
Die Reihe der volkstümlichen Operetten setzte er mit dem Stück An der Böhmischen Grenz’ fort, das am 22. Februar 1930 in Vilsbiburg erstmals aufgeführt wurde. Das Libretto hatte Siegfried Jaennichen (1884–1968), Oberlehrer in Kirchberg bei Eggenfelden, verfasst. Der anhaltende Erfolg seines Holledauer Fidel veranlasste dem Komponisten, der am 15. Januar 1931 nach Vilsbiburg übersiedelte, zu einer Fortsetzung. Der Holledauer Fidel Teil II (Text: Franz Josef Scherrer) wurde am 6. April 1931 unter Kutschenreuters Leitung in Dorfen uraufgeführt. Obwohl die Uraufführung ein großer Erfolg war, ist es dem zweiten Teil nicht gelungen, auch nur annähernd an den Erfolg des ersten Teils heranzukommen.
Die letzte Uraufführung einer Operette erfolgte am 16. September 1933 in Rohr in Niederbayern. Die Handwerksburschen hieß das Stück mit dem Text von Marie Crüger (1867–1945) aus Plattling. Am 18. November 1934 wurde schließlich in Vilsbiburg Kutschenreuters zweites Kindersingspiel Wintermärchen (Text: Richard Meisl) erstmals gespielt.
Am 14. April 1937 zog Kutschenreuter nach Landshut, wo er seinen Lebensabend verbrachte und am 6. Mai 1946 an den Folgen eines Gehirnschlags verstarb.

## Persönlichkeit
Offensichtlich war Kutschenreuters Musikalität „in die Wiege gelegt“. Bereits als kleiner Junge hatte er ein Gedicht erdacht und dazu eine Melodie geschrieben. Sein späterer Vormund, der selbst Organist und Chorregent in Passau war, ließ ihm eine umfassende musikalische Ausbildung angedeihen. Dazu kam der Musikunterricht an der Lehrerbildungsanstalt in Straubing, der seinerzeit der eines Konservatoriums ebenbürtig war.
Als Volksschullehrer hatte Kutschenreuter auch die Aufgaben des Organisten und Chorregenten an den Schulorten zu übernehmen. Obwohl nach dem Ersten Weltkrieg diese Pflicht in Bayern gesetzlich abgeschafft wurde, blieb er zeitlebens dieser Tätigkeit treu. Er schuf dabei auch zahlreiche kirchenmusikalische Kompositionen.
Kutschenreuter liebte die Geselligkeit und den abendlichen Biertisch. Als Lehrer hatte er manche Schwierigkeiten, sein Künstlertum mit seinen Dienstpflichten in Einklang zu bringen, was gelegentlich zu Zwistigkeiten mit der Obrigkeit und zu Sanktionen führte.
Er beobachtete sehr genau Land und Leute. Weil er an so vielen Orten in Niederbayern beruflich gewirkt hatte, galt er als profunder Kenner seiner niederbayerischen Heimat. Mehrere heimatkundliche Abhandlungen in verschiedenen Zeitschriften zeugen davon.
Kutschenreuter war auch tief mit der niederbayerischen Volksmusik verwachsen, die er sehr förderte. Er war Mitorganisator und Preisrichter beim ersten Niederbayerischen Volkssingen am 20. Juni 1931 in Landshut, das seinerzeit über den Rundfunk in ganz Deutschland ausgestrahlt wurde. 1938 veröffentlichte er eine bahnbrechende Harmonikaschule für zweireihige diatonische Instrumente.
Der Rundfunk war es auch, der Kutschenreuters Musik sendete und weit über die heimischen Grenzen bekannt und populär machte. 1931 produzierte der Bayerische Rundfunk den Holledauer Fidel für den Hörfunk. Kutschenreuter komponierte auch mehr als 60 Märsche sowie Walzer, Polkas und Tänze, was ihm den Titel „Niederbayerischer Marschkönig“ einbrachte.
Im Nachlass des Komponisten befinden sich weitere Singspiele und andere noch unaufgeführte Kompositionen:
- Die Hirmonhopser von Bischofsmais (Text: Richard Meisl)
- Die Glückskinder (Text: Michael Geiger)
- Das schöne Annamirl (Text: Franz Josef Scherrer)
- Der Antichrist mit den Sätzen: Ouvertüre – Im Paradis – Der Brudermord. Dabei könnte es sich um die Musik für ein geplantes Mysterienspiel handeln (Textdichter unbekannt)

Der Nachlass des Komponisten befindet sich seit Herbst 1973 im Waldmuseum in Zwiesel.